# Bośnia i Hercegowina na Zimowych Igrzyskach Olimpijskich 2022
Bośnia i Hercegowina na Zimowych Igrzyskach Olimpijskich 2022 – występ kadry sportowców reprezentujących Bośnię i Hercegowinę na igrzyskach olimpijskich, które odbyły się w Pekinie, w Chińskiej Republice Ludowej, w dniach 4-20 lutego 2022 roku.
Reprezentacja Bośni i Hercegowiny liczyła sześcioro zawodników – trzy kobiety i trzech mężczyzn.
Był to ósmy start Bośni i Hercegowiny na zimowych igrzyskach olimpijskich.

## Reprezentanci

### Biegi narciarskie
| Zawodnik       | Konkurencja                | Kwalifikacje | Kwalifikacje | Ćwierćfinały | Ćwierćfinały | Półfinały | Półfinały | Finał     | Finał    | Finał   | Źródło |
| Zawodnik       | Konkurencja                | Czas         | Miejsce      | Czas         | Miejsce      | Czas      | Miejsce   | Czas      | Strata   | Miejsce | Źródło |
| -------------- | -------------------------- | ------------ | ------------ | ------------ | ------------ | --------- | --------- | --------- | -------- | ------- | ------ |
| Strahinja Erić | bieg indywidualny mężczyzn | —            | —            | —            | —            | —         | —         | 48:38,3   | +10:43,5 | 87.     | [ 1 ]  |
| Strahinja Erić | bieg masowy mężczyzn       | —            | —            | —            | —            | —         | —         | 1:21:07,6 | +9:34,9  | 52.     | [ 1 ]  |
| Strahinja Erić | sprint mężczyzn            | 3:03,05      | 59.          | NQ           | NQ           | NQ        | NQ        | NQ        | NQ       | 59.     | [ 1 ]  |
| Sanja Kusmuk   | bieg masowy kobiet         | —            | —            | —            | —            | —         | —         | DNS       | DNS      | DNS     | [ 2 ]  |
| Sanja Kusmuk   | sprint kobiet              | 4:27,99      | 90.          | NQ           | NQ           | NQ        | NQ        | NQ        | NQ       | 90.     | [ 2 ]  |

### Narciarstwo alpejskie
| Zawodnik            | Konkurencja            | 1 przejazd | 1 przejazd | 2 przejazd | 2 przejazd | Łącznie | Łącznie | Źródło |
| Zawodnik            | Konkurencja            | Czas       | Pozycja    | Czas       | Pozycja    | Czas    | Pozycja | Źródło |
| ------------------- | ---------------------- | ---------- | ---------- | ---------- | ---------- | ------- | ------- | ------ |
| Esma Alić           | slalom kobiet          | 1:01,72    | 50.        | 1:02,93    | 45.        | 2:04,65 | 45.     | [ 3 ]  |
| Esma Alić           | slalom gigant kobiet   | DSQ        | DSQ        | DSQ        | DSQ        | DSQ     | DSQ     | [ 3 ]  |
| Emir Lokmić         | slalom mężczyzn        | 58,86      | 35.        | 53,94      | 27.        | 1:52,80 | 27.     | [ 4 ]  |
| Emir Lokmić         | slalom gigant mężczyzn | 1:08,00    | 29.        | DNF        | DNF        | DNF     | DNF     | [ 4 ]  |
| Elvedina Muzaferija | supergigant kobiet     | —          | —          | —          | —          | 1:15,79 | 25.     | [ 5 ]  |
| Elvedina Muzaferija | superkombinacja kobiet | 1:35,89    | 20.        | DNF        | DNF        | DNF     | DNF     | [ 5 ]  |
| Elvedina Muzaferija | zjazd kobiet           | —          | —          | —          | —          | DNF     | DNF     | [ 5 ]  |

### Saneczkarstwo
| Zawodniczka     | Konkurencja      | 1. przejazd | 1. przejazd | 2. przejazd | 2. przejazd | 3. przejazd | 3. przejazd | 4. przejazd | 4. przejazd | Suma     | Suma    | Źródło |
| Zawodniczka     | Konkurencja      | Czas        | Miejsce     | Czas        | Miejsce     | Czas        | Miejsce     | Czas        | Miejsce     | Czas     | Miejsce | Źródło |
| --------------- | ---------------- | ----------- | ----------- | ----------- | ----------- | ----------- | ----------- | ----------- | ----------- | -------- | ------- | ------ |
| Mirza Nikolajev | jedynki mężczyzn | 1:01,667    | 33.         | 1:02,507    | 34.         | 1:01,175    | 33.         | NQ          | NQ          | 3:05,349 | 34.     | [ 6 ]  |